# Schlachtensee (lago)
Lo Schlachtensee è un lago nella zona sud-occidentale della città di Berlino, nel distretto di Steglitz-Zehlendorf, ai margini della foresta del Grunewald.
Dallo Schlachtensee prendono il nome un quartiere residenziale e una stazione ferroviaria.
È particolarmente apprezzato dai bagnanti e dai pescatori berlinesi, essendo il lago per l'appunto balneabile e ricco di varie specie di pesci (18).

## Geografia
Appartiene alla catena di laghi del Grunewald, nella quale rappresenta il lago più grande. Attraversa l'altopiano di Teltow, che a sua volta prende il nome dall'omonima città.

## Storia
Si tratta di un antico canale glaciale, formatosi circa 15.000 anni fa durante l'era glaciale della Vistola.
L'origine del nome è controversa: mentre alcuni lo attribuiscono come origine alla parola slava "slaty", che significa "d'oro" (riferendosi al colore che lo contrastingueva al tempo), altri ritengono che possa derivare dalla parola  basso tedesca "slaht" o "slat"' che significherebbe il rafforzamento fatto a fortificazione di pali delle sponde del lago. 
L'insediamento slavo di Slatdorp fu fondato probabilmente nella seconda metà del XII secolo; venne menzionato per la prima ed unica volta nel 1242 in un documento del monastero Lehnin dell'ordine cistercense. Coloni tedeschi e slavi vivevano lì insieme e coltivando i campi circostanti. Il villaggio fu però abbandonato intorno al 1300, essendo probabilmente di scarsa utilità come sito di insediamento, andandosi a stabilire a Zehlendorf, che offriva migliori opportunità per l'agricoltura. 
Negli anni '60, del XX secolo, sono stati rinvenuti frammenti archeologici che indicano che l'insediamento si trovava sulla sponda meridionale del lago, all'incirca dove oggi si trova il Paul-Ernst-Park di fronte alla stazione della S-Bahn.

## Aree di svago
Sulla riva nord orientale si trova il ristorante Fischerhütte am Schlachtensee, nato dal restauro di una storica locanda, che a sua volta fu creata da un antico capanno di pescatori costruita intorno al 1723. È presente anche una birreria all'aperto ed un parco giochi per bambini a fianco. Nelle vicinanze è possibile noleggiare tavole da SUP. C'è invece un servizio di noleggio barche sul lato est. A sud del lago, direttamente presso l'omonima stazione della S-Bahn di Schlachtensee, si trova il Paul-Ernst-Park, un parco verde e ricreativo che prende il nome dall'omonimo scrittore, che si estende lungo il pendio fino al lago e per poco meno di un chilometro lungo la sponda sud fino ad una suggestiva penisola ai piedi della rinomata via residenziale del quartiere, Terrassenstraße.

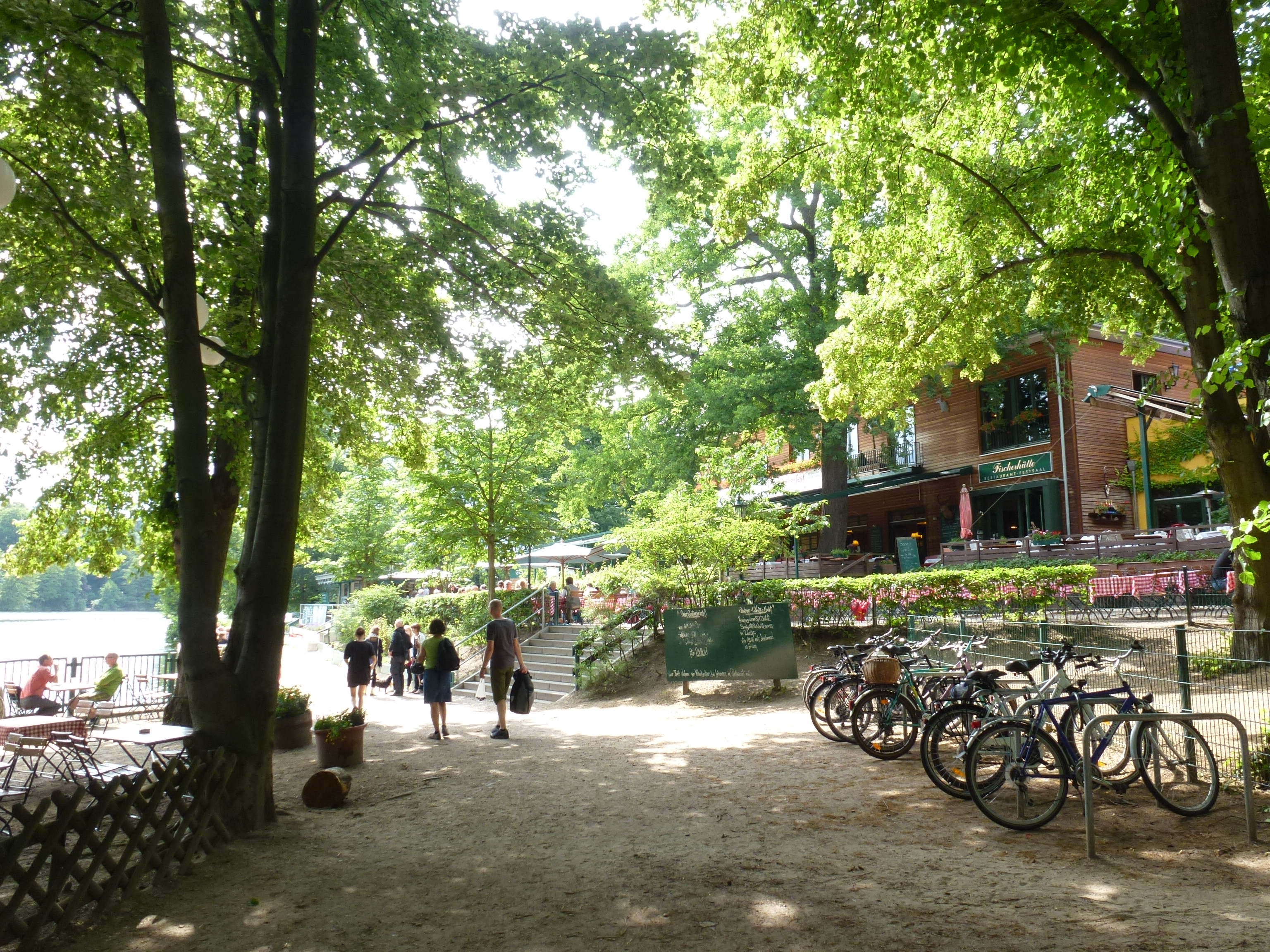
Vista dal basso del ristorante "Fischerhütte"
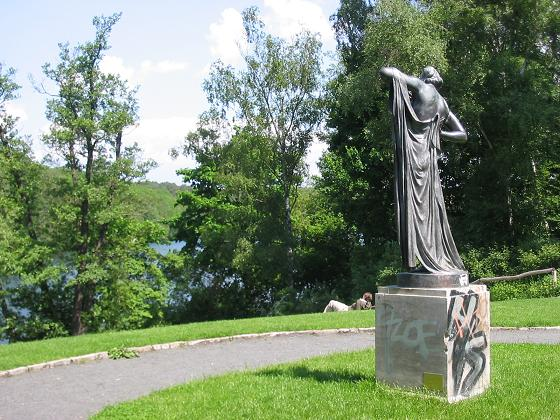
Scorcio del Paul-Ernst-Park
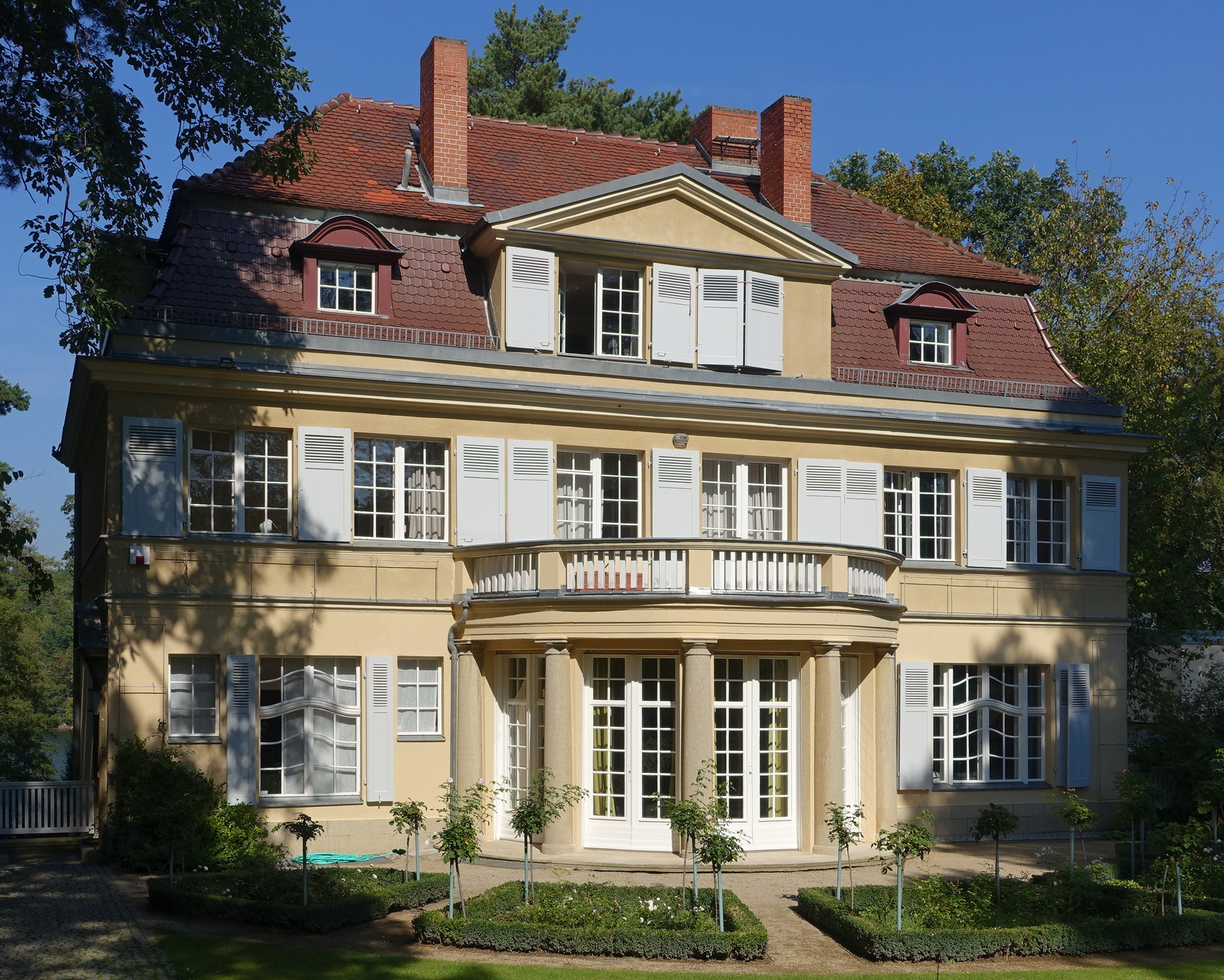
Villa sulla Terrassenstraße